# St. Anna (Bödexen)

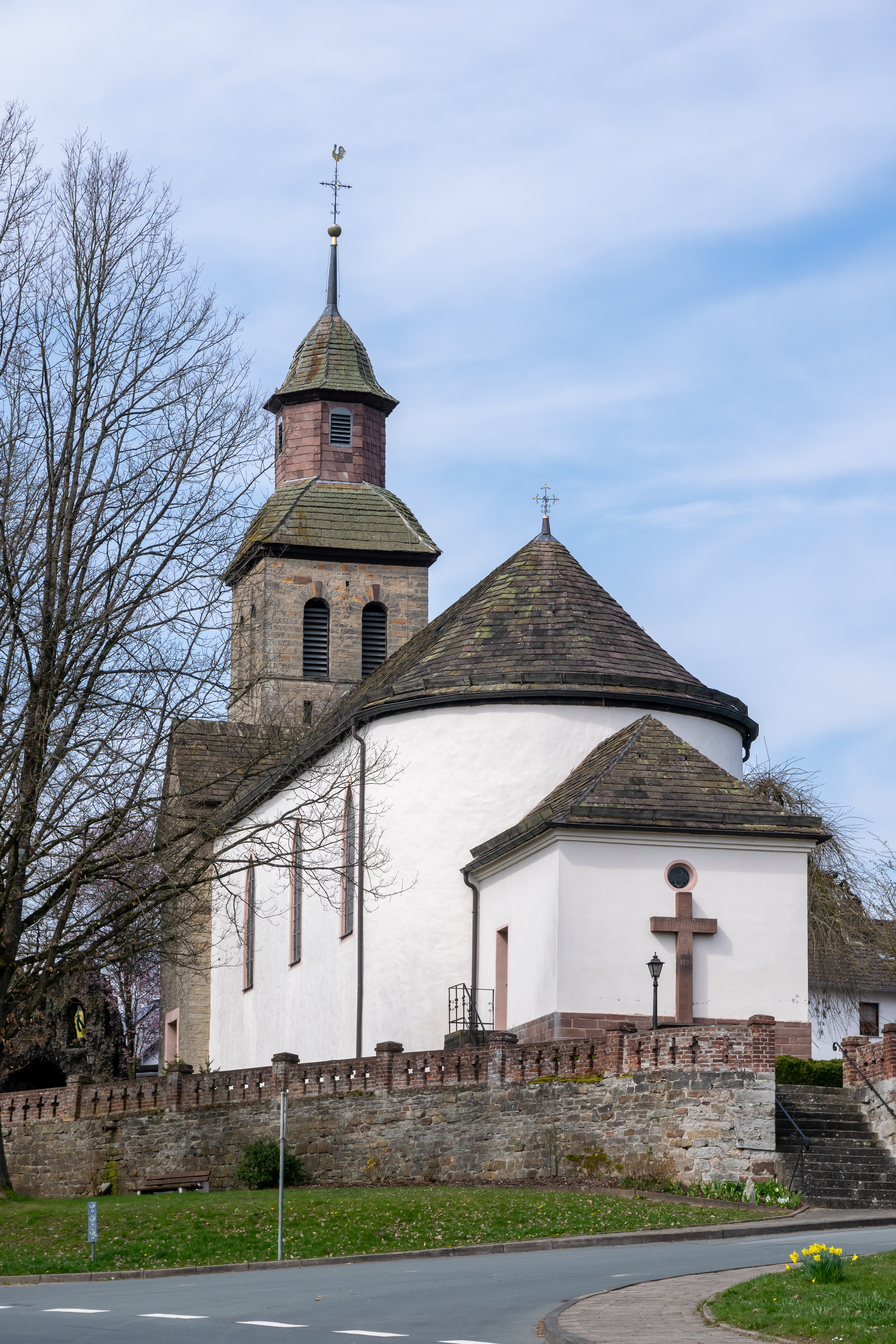
St. Anna in Höxter-Bödexen

Die St.-Anna-Kirche ist ein denkmalgeschütztes Kirchengebäude in Bödexen, einem Ortsteil von Höxter im Kreis Höxter in Nordrhein-Westfalen.

## Geschichte
Das Kirchengebäude wurde von 1681 bis 1683 erbaut. Die Kirchweihe fand am 1. August 1683 statt, unter großer Anteilnahme des Corveyer Konventes.
Der Kirchturm wurde erst 1923 nachträglich erbaut. Dies regte der Pfarrer Johannes Todt an, da zu dieser Zeit große Armut im Dorf herrschte. Dabei wurde der alte Dachreiter als Baumaterial wiederverwertet. Im Jahre 1941 wurden die bis dahin farblosen Fenster durch farbige Fenster ersetzt, die verschiedene Motive zeigen, wie den Erzengel Michael, wie er mit einem Drachen kämpft und noch weitere.
Das Gemälde zur Kreuzigung Jesu wurde von dem aus Bödexen stammenden Kunstmaler Hans Werdehausen gestaltet.
In den 1960er Jahren errichtete die römisch-katholische Kirchengemeinde in Bödexen ein neues Kirchgebäude an anderer Stelle und die St.-Anna-Kirche sollte abgerissen werden. Stattdessen wurde die Kirche entweiht und es wurde der Förderverein zum Erhalt der historischen St.-Anna-Kirche Bödexen gegründet. Das Gebäude wurde am 8. Juli 1985 unter Denkmalschutz gestellt.